# December (Skoop On Somebodyの曲)
『December』（ディセンバー）は、日本のR&Bグループ、Skoop On Somebody24枚目のシングル。2004年12月1日発売。発売元はエスエムイーレコーズ。

## 概要
23枚目のシングル「街に愛があふれて…」と同時発売。
Earth, Wind & Fireの「September」を意識して作られた。
RHYMESTERの宇多丸により作詞された。MVにも出演している。
ミュージック・ビデオの監督は牧鉄馬。ラストシーンの撮影時には、KO-ICHIROが足を捻り、負傷した。振付は西田一生（西田プロジェクト）が担当。

## 収録曲
編曲：SOS
1. December (5:11)
  - 作詞：宇多丸　作曲：松本良喜
2. Rhythm Medicine type A (3:26)
  - 作曲：KO-ICHIRO
3. Jingle Bells ～funky elements～ (4:04)
  - 作詞：PIERPONT JAMES　作曲：ANONYME
4. December (Less Vocal) (5:12)

## 収録アルバム
- ベスト『Singles 10years Complete Box』（2006年12月13日）
- ベスト『Singles 2002〜2006』（2006年12月13日）